# Ėrzi
Ėrzi (in russo Эрзи?, in inguscio Аьрзи?, nell'alfabeto latino Ärzi, lett. "aquila") è un villaggio medievale (Aul) nel Džejrachskij rajon in Inguscezia. Fa parte dell'insediamento rurale di Olgeti. Tutto il territorio dell'insediamento è incluso nel Museo-Riserva di Džejrach-Assa ed è sotto protezione dello stato.

## Geografia fisica
Ėrzi si trova nella parte ovest della regione montuosa dell'Inguscezia a 1315 m s.l.m. nella sponda destra del fiume Armkhi, visibile dalla strada, che viene considerato anch'esso parte della Riserva Naturale di Ėrzi.

## Origini del nome
La parola "Ėrzi", tradotta dall'inguscio, significa "aquila". Secondo la tradizione inguscia, Ėrzi era stata fondata dove una volta c'era il nido di un'aquila.

## Storia
Si pensa che Ėrzi sia stata fondata nel XVI secolo.
L'8 gennaio 1811 Ėrzi entrò a far parte dell'Impero russo.